# Daraja la Umoja

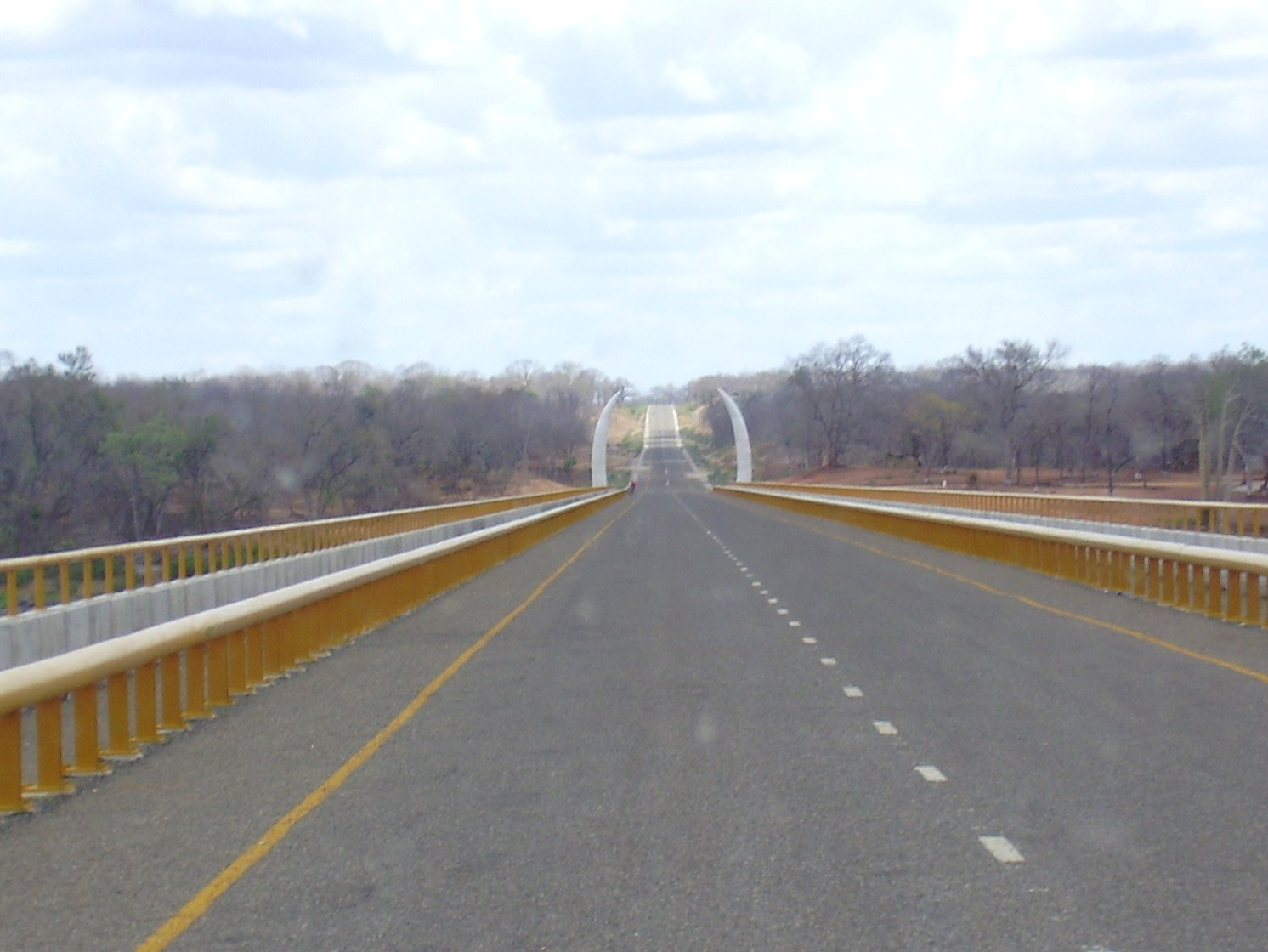
Einheitsbrücke

Die Einheitsbrücke oder kisuaheli Daraja la Umoja (englisch Unity Bridge, örtliche Bezeichnung auch portugiesisch Ponte da Unidade) überspannt den Rovuma und verbindet die Orte Mtambaswala in Tansania und Negomane in Mosambik. Sie wurde am 12. Mai 2010 offiziell eröffnet. Dadurch entstand erstmals eine durchgehende Straßenverbindung parallel zur gesamten ostafrikanischen Küste des Indischen Ozeans.

## Geschichte
Bereits 1975 kurz nach der Unabhängigkeit Mosambiks wurde von den Staatspräsidenten Tansanias, Nyerere, und Mosambiks, Samora Machel, der Bau einer Brücke vorgeschlagen. Es fanden Machbarkeitsstudien und von 1980 bis 1981 auch einige Vorarbeiten statt, die Arbeiten wurden jedoch wegen Geldmangels eingestellt. Im Jahre 2002 wurde ein Staatsvertrag zwischen den beiden Ländern geschlossen, 2005 wurde die norwegische Planungsagentur Norconsult mit der Planung und Bauleitung beauftragt. Am 10. Oktober 2005 fand gleichzeitig auf beiden Seiten des Grenzflusses die Grundsteinlegung statt. Die gesamten Kosten waren mit 25 Millionen US-Dollar veranschlagt, die Bauausführung lag in den Händen der chinesischen Baufirma China Geo-Engineering Corp. Als Fertigstellungstermin war ursprünglich Mitte 2008 vorgesehen, aufgrund von Problemen mit Zulieferfirmen konnte dies nicht eingehalten werden. Die Kosten sind im Verlauf des Baus auf 33 Millionen US-Dollar angestiegen.
Die Brücke ist 720 Meter lang, 13,5 Meter breit und ihr Scheitelpunkt hat eine Höhe von 10 Metern über dem Wasserspiegel bei mittlerem Wasserstand. Sie löst den aufgrund häufiger technischer Probleme unzuverlässigen Fährverkehr über den Rovuma ab, der nach dem Untergang der Fähre im Juli 2008 ohnehin nur noch für Fußgänger möglich war.
Mehrere Kritikpunkte wurden gegen den Bau der Brücke am realisierten Standort vorgebracht. Einerseits ist die Anbindung an das Straßennetz sowohl in Tansania als auch in Mosambik ungenügend, die Pisten von Masasi (100 km) bzw. Mueda (180 km) sind in einem schlechten Zustand, sodass kaum Schwerlastverkehr möglich sein wird. Mittel für den Ausbau der Zubringerstraßen stehen in beiden Ländern nicht zur Verfügung. Andererseits führt die Piste von Mueda nach Negomane in weiten Teilen durch das bislang weitgehend unberührte Niassa-Wildschutzgebiet, sodass hier eine Zunahme der Wilderei und weitergehende Schäden für die Tierwelt befürchtet werden. Trotz erheblicher Bemühungen beider Staaten, Finanzhilfen für den Bau zu erhalten, wurden diese sowohl von der Weltbank als auch von der Europäischen Union abgelehnt.